# Glubokoevella
Glubokoevella es un género de foraminífero bentónico de la familia Caligellidae, de la superfamilia Moravamminoidea, del suborden Fusulinina y del orden Fusulinida. Su especie tipo es Paracaligella (Glubokoevella) acuta. Su rango cronoestratigráfico abarca el Ludloviense (Silúrico superior).

## Discusión
Clasificaciones más recientes incluyen Glubokoevella en la superfamilia Caligelloidea, del suborden Earlandiina, del orden Earlandiida, de la subclase Afusulinana y de la clase Fusulinata.

## Clasificación
Glubokoevella incluye a las siguientes especies:
- Glubokoevella acuta